# Bette Davis
Bette Davis (właśc. Ruth Elizabeth Davis; ur. 5 kwietnia 1908 w Lowell, zm. 6 października 1989 w Neuilly-sur-Seine) – amerykańska aktorka filmowa, teatralna i telewizyjna.
Jedenastokrotnie nominowana do Oscara, a otrzymała go dwukrotnie. Była ponadto pierwszą aktorką, która otrzymała dziesięć nominacji do tej nagrody. W 1974 roku została uhonorowana specjalnym Złotym Globem. Uznawana za jedną z największych aktorek wszech czasów. Pierwsza kobieta, której powierzono stanowisko przewodniczącej Amerykańskiej Akademii Filmowej. W rankingu 100. największych aktorek będących Największymi Legendami Srebrnego Ekranu ogłoszonym w 1999 roku przez Amerykański Instytut Filmowy Davis zajęła drugie miejsce.
W 2008 została upamiętniona na znaczku pocztowym w związku z serią „Legendy Hollywoodu”.

## Życiorys

### Lata młodzieńcze
Wywodziła się z rodziny o angielskich, walijskich i francuskich korzeniach. Miała jedną, młodszą od siebie o rok siostrę Barbarę. Siedem lat po narodzinach Betty (tak nazywano Ruth już od narodzin) jej ojciec opuścił rodzinę, rodzice się rozwiedli. Gdy miała 13 lat, jej matka otrzymała pracę w Nowym Jorku jako fotograf i zabrała ze sobą córki. W Nowym Jorku zaczęła regularnie chodzić do kina. Podobno to po obejrzeniu Czterech jeźdźców Apokalipsy (1921) z Rudolfem Valentino oraz Little Lord Fauntelroy (1921) z Mary Pickford 13-letnia Betty Davis postanowiła zostać aktorką. Zmieniła swoje imię z Betty na Bette wzorując się na powieści Balzaka Kuzynka Bietka (La cousine Bette). Cały czas bardzo wspierała ją matka, która miała nadzieję, że chociaż Bette zrealizuje jej niespełnione marzenia o karierze aktorki. Już w szkole średniej poznała swojego przyszłego męża (Harmona Nelsona, którego poślubiła w 1932 roku, a rozwiodła się z nim 6 lat później). Później uczęszczała do szkoły baletowej i do John Murray Anderson School of Theatre, gdzie była prymuską. Chodziła tam do klasy razem z Lucille Ball, której nie wróżono kariery i z powodu zbytniej nieśmiałości wyrzucono ją ze szkoły. Na Broadway trafiła dzięki George’owi Cukorowi, który powierzył jej mimo to maleńką rólkę w chórkach w przedstawieniu Broadway. Później pojawiała się jeszcze w teatrze m.in. w sztuce Dzika kaczka.

### Początek kariery

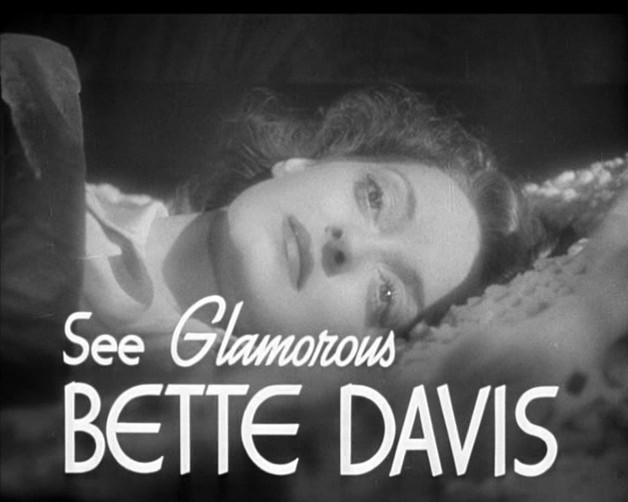
Davis w filmie Mroczne zwycięstwo

Jednak na swój wielki debiut na broadwayowskich deskach musiała czekać do 1929 roku, kiedy to została zaangażowana do przedstawienia teatralnego pt. Broken Dishes. Doceniono jej talent i zaczęto powierzać jej inne ciekawe role. Właśnie podczas jednego ze spektaklów wypatrzył ją łowca talentów i zaproponował jej udział w przesłuchaniu w wytwórni Universal Studios. Dwie pierwsze próby zdobycia jakiejkolwiek roli w filmie okazały się niepowiedzeniem. Za trzecim podejściem Davis dostała rolę w filmie Zła siostra (1931). Kreacja aktorska przeszła jednak bez echa, nie spotkała się z zachwytem ani ze strony krytyków, ani publiczności. Podobnie oceniono jej kilka kolejnych ról.

### Narodziny gwiazdy
Przełomem okazał się dramat Człowiek, który grał Boga (1932). Bette spodobała się. Ponieważ z jej kontraktu ze studiem Universal nie wynikały dla niej żadne korzyści, przeszła do Warner Bros. Podpisała tam umowę na 7 lat. W 1934 roku zaczęła zbierać pochlebne recenzje za film W niewoli uczuć. Już rok później otrzymała swoją pierwszą nominację do Oscara w kategorii najlepsza aktorka pierwszoplanowa za film Kusicielka. W wyścigu po tą prestiżową nagrodę pokonała m.in. Katharine Hepburn i Claudette Colbert.

### Batalia z Warner Bros.
W drugiej połowie lat 30. dotąd świetnie rozwijająca się kariera aktorska (szczególnie po zdobyciu Oscara) zaczęła przygasać. Aktorka winiła za to wytwórnię, która proponowała jej role w kiepskich filmach. Zdecydowała się na drastyczny krok, który mógł nieść za sobą daleko idące konsekwencje. Mianowicie wystąpiła w dwóch brytyjskich produkcjach. W latach 30. nie do pomyślenia był fakt, iż aktor mógłby złamać umowę z wytwórnią, która w kontrakcie zastrzegała sobie prawa do aktora na wyłączność. Bette wiedziała, że występując w zagranicznych filmach łamie kontrakt. Aby nie dopuścić do rozprawy sądowej, w wyniku której prawdopodobnie musiała by wypłacić wytwórni Warner Bros. ogromne odszkodowanie, uciekła do Anglii. Mimo wszystko prawnikom studia udało się wytoczyć aktorce proces, który przegrała. Zrujnowana Davis wróciła do Hollywood. Ponieważ jej kontrakt z wytwórnią obowiązywał nadal, była zobowiązana grać odtąd we wszystkich filmach proponowanych przez studio. Jednak jej pierwsza rola po powrocie do Stanów w filmie Fortancerki z 1937 roku została bardzo pochlebnie oceniona. Znowu trafiła do ścisłej czołówki najpopularniejszych aktorek.

### Dziewczyna z Południa
W 1938 roku całe Hollywood żyło realizacją wielkiego bestsellera Margaret Mitchell pt. Przeminęło z wiatrem. Książka opowiadała o losach młodej dziewczyny z Południa – Scarlett O’Hary w czasie wojny secesyjnej. W przeprowadzonym plebiscycie ludzie uznali, że to właśnie Bette powinna zagrać niepokorną Scarlett. Miała dużą konkurencję w postaci Katharine Hepburn, Joan Crawford, Jean Harlow, Carole Lombard (jej mąż Clark Gable miał grać męża Scarlett – Retta), Claudette Colbert. W filmie mieli występować poza tym m.in. amant filmowy Clark Gable i Olivia de Havilland. W dodatku na horyzoncie pojawiła się młoda, jeszcze wtedy nieznana w Ameryce, niezwykle uzdolniona angielska aktorka, Vivien Leigh, która w końcu otrzymała rolę. Film uczynił z niej gwiazdę pierwszej wielkości, otrzymała za niego Oscara. Mówiło się, że rola Scarlett, to jedyna jakiej nie udało się otrzymać Bette, choć bardzo tego chciała. Ona jednak do końca życia przekonywała, że tak nie było. Długo nie musiała rozpamiętywać porażki, gdyż otrzymała podobną rolę dziewczyny z Południa w melodramacie Jezebel (1938) i za tę rolę otrzymała drugiego w swojej karierze Oscara(po latach kupił go na aukcji za 578 tys. dolarów Steven Spielberg, a następnie oddał go w ręce Akademii).

### Królowa Warnera

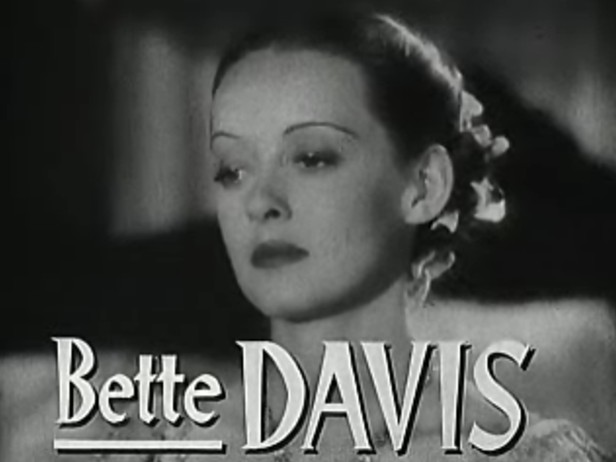
Davis w filmie Jezebel.

Przełom lat 30. i 40. był bardzo owocny dla Davis. Za ważniejsze jej role z tamtego okresu uważa się tę w dramacie Stara panna (1939), melodramacie Juarez (1939) oraz filmie kostiumowym Prywatne życie Elżbiety i Essexa (1939). W tym ostatnim obrazie 31-letnia wówczas Bette wcieliła się w postać dwa razy od siebie starszej angielskiej królowej Elżbiety I. Na potrzeby filmu zgoliła nawet brwi i część włosów nad czołem. Film okazał się ogromnym sukcesem. Jej dawne nieporozumienia z Warner Bros. przeszły do historii, okrzyknięto ją największą gwiazdą tejże wytwórni, nazywano ją czwartym bratem Warner lub królową Warnera. Starannie wybierano jej role. W filmach często kręcono większość jej ujęć z bliska, aby ukazać jej słynne oczy (w latach 80. powstał nawet przebój Kim Carnes „Bette Davis Eyes”, który przez długi czas nie schodził z list przebojów). W 1940 roku zagrała w Guwernantce najbardziej dochodowym filmie w całej jej karierze, a dramat List z jej udziałem uznano za jedno z najlepszych dzieł roku. Przyniósł on jej kolejną nominację do Oscara. Rok później na planie jej nowego filmu doszło do spięć z ukochanym Williamem Wylerem. Różnili się co do tego jak powinna być zinterpretowana postać Bette. Aktorka postawiła jednak na swoim i za tę rolę otrzymała piątą w całym dotychczasowym dorobku, a czwartą z rzędu nominację do Oscara. W 1943 roku była po raz kolejny nominowana do Nagrody Amerykańskiej Akademii Filmowej za melodramat Trzy kamelie. II wojna światowa wpłynęła na kino. Kręcono wtedy głównie filmy wojenne, rzadziej komedie i musicale, które miały podnieść na duchu zmęczonych wojną ludzi. Bette także grała na ogół w filmach o tematyce wojennej, m.in. Straż nad Renem. W sierpniu 1943 roku podczas pracy na planie melodramatu Pan Skeffington doszła do niej tragiczna wiadomość. Otóż jej drugi mąż Arthur Farnsworth, którego poślubiła w 1940 roku, zmarł. Chciała się wycofać z produkcji, jednak w końcu została. Tragiczne przeżycia pozytywnie wpłynęły na jej grę aktorską. Otrzymała kolejną nominację do Oscara, w sumie siódmą, ale rekordem był fakt, iż od 1939 roku włącznie do 1943 otrzymywała nominacje do nagrody co roku w kategorii najlepsza aktorka pierwszoplanowa. Po niej wyczyn ten udał się już tylko Greer Garson.

### Wszystko o Ewie

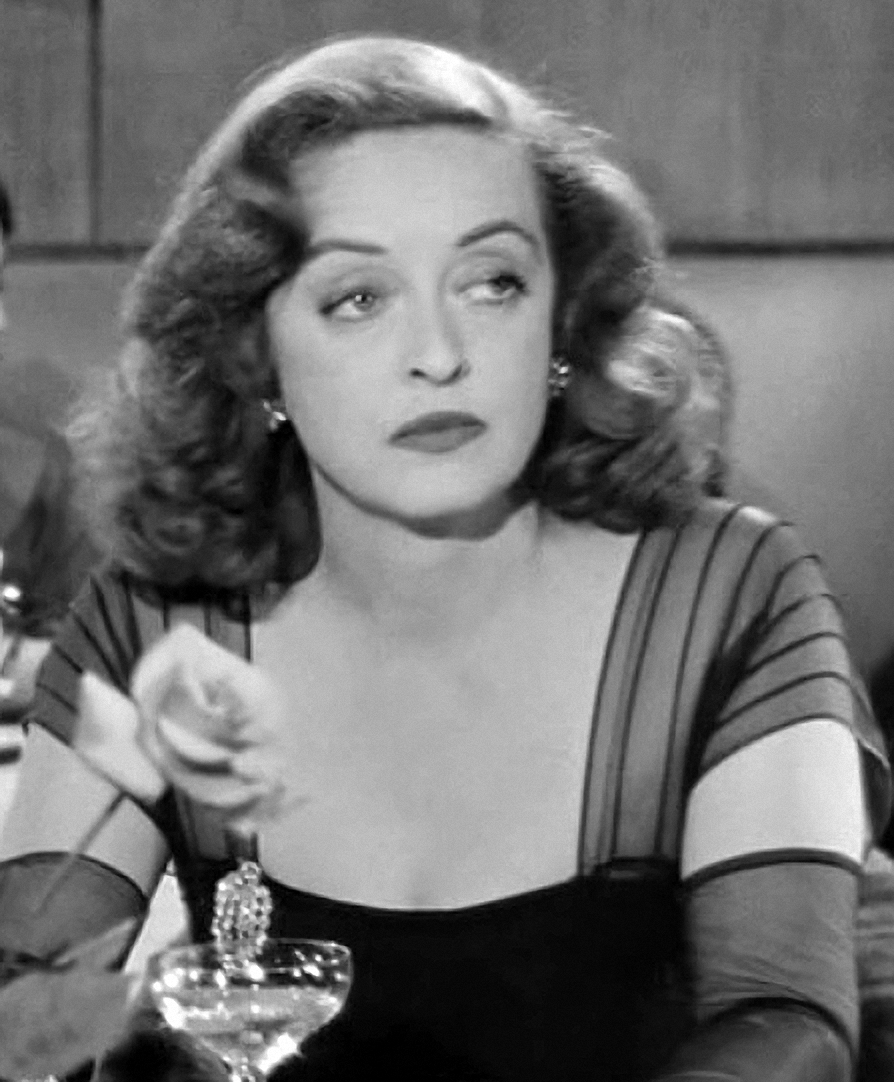
Davis w filmie Wszystko o Ewie.

Druga połowa lat 40. nie okazała się już tak wspaniała dla Davis. Jej kariera zaczęła podupadać tak jak wtedy, gdy po zdobyciu Oscara zmuszona była do wyjazdu do Anglii. Filmy, w których wystąpiła zaczęły przynosić straty, a sama aktorka poświęciła się macierzyństwu (wychowywała córkę Barbarę z małżeństwa z Williamem Grantem Sherrym). Ponadto rozważała pożegnanie z aktorstwem. Wcześniej zrobiła tak Greta Garbo, gdy stwierdziła, że już nigdy nie dostanie roli, która byłaby na miarę jej możliwości. W 1949 roku Bette rozwiązała obowiązującą ją umowę. Jednak było to tylko chwilowe załamanie. W 1950 roku zaproponowano jej rolę w filmie Wszystko o Ewie. Miała tam grać rolę podstarzałej gwiazdy Broadwayu, która chce pomóc w rozpoczęciu kariery swojej młodej fance Ewie. Początkowo tę rolę proponowano Claudette Colbert i Marlene Dietrich, jednak obydwie odmówiły. Film okazał się ogromnym sukcesem. Zdobył rekordową liczbę nominacji do Oscara, bo aż czternaście. Później ten rekord wyrównali tylko Titanic (1997) i La La Land (2016). Ostatecznie przyznano mu sześć statuetek. Wielu krytyków uważa, że ta rola była najlepsza w całym jej aktorskim dorobku. Dostała za nią nominację do Oscara, Złotego Globu, otrzymała Złotą Palmę na festiwalu filmowym w Cannes, nagrodę krytyków amerykańskich NYFCC (New York Film Critics Circle) oraz Srebrną Taśmę (Silver Ribbon) jako najlepsza aktorka zagraniczna na Italian National Syndicate of Film Journalists. Ponadto jej rolę – Margo Channing, w tym filmie magazyn Premiere umieścił w 2006 roku na 5. pozycji w rankingu na 100 Najlepszych Filmowych Kreacji Wszech Czasów. Na planie tegoż filmu poznała swojego kolejnego męża. Związała się z odtwarzającym rolę jej kochanka Garym Merrillem. Dla niego rozwiodła się w lipcu 1950. W tym samym roku para adoptowała nowo narodzoną dziewczynkę Margot, a dwa lata później – chłopczyka Michaela. Niestety u Margot zdiagnozowano uszkodzenia mózgu i zrozpaczeni rodzice musieli oddać dziecko do specjalnego zakładu.

### Spadek z aktorskiego Olimpu
Na ekrany wróciła więc w wielkim stylu. Jednak najpierw odrzuciła rolę w Tramwaju zwanym pożądaniem. Z perspektywy czasu decyzja ta okazała się błędna, gdyż za proponowaną jej rolę Blanche, Vivien Leigh otrzymała kolejnego Oscara. Potem rolę Loli Delaney w filmie Wróć, mała Shebo – w postać wcieliła się Shirley Booth. Stwierdziła później, że odrzucenie tej roli było jedną z większych pomyłek jakie popełniła na płaszczyźnie zawodowej. W 1952 roku ponownie otrzymała nominację do Oscara za rolę w dramacie Gwiazda, gdzie wcielała się w postać hollywoodzkiej diwy, będącej u schyłku kariery. W latach 50. była co prawda aktywna zawodowo, lecz jej kariera stanęła w martwym punkcie. Mimo tego, że nie lubiła występować na scenie i nie posiadała wymaganego tam doświadczenia teatralnego i musicalowego, to próbowała swoich sił na Broadwayu. Ponadto w 1950 roku cierpiała na poważne zapalenie kości szczękowej, w wyniku czego część kości szczęki została usunięta (aktorka przygotowywała się wówczas do roli w musicalu Two’s Company jednak z powodów zdrowotnych zrezygnowała z udziału w przedsięwzięciu tuż przed premierą), a jej małżeństwo zakończyło się rozwodem. W 1961 roku umieściła w zwykłej gazecie słynny anons, w którym napisała, iż potrzebuje pracy, który wywołał spore zamieszanie i krytykę pod jej adresem w środowisku aktorskim.

### Wieczne rywalki

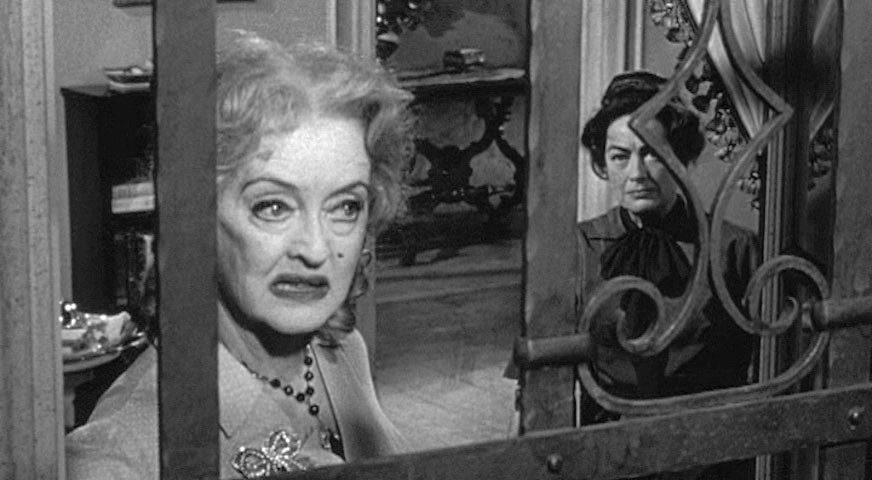
Davis i Joan Crawford w filmie Co się zdarzyło Baby Jane?

Do wielkiej aktorskiej formy sprzed lat powróciła w filmie Co się zdarzyło Baby Jane? (1962), w którym zagrała Jane – byłą aktorkę dziecięcą, której dni świetności dawno minęły, podczas gdy jej siostra Blanche zrobiła karierę w Hollywood. Blanche porusza się jednak na wózku inwalidzkim, a Jane musi się nią opiekować. W rolę Blanche wcieliła się jej największa, znienawidzona rywalka – Joan Crawford. Joan była podczas kręcenia filmu w podobnej sytuacji co Bette, tak jak ona miała nadzieję, że dzięki niemu powróci do pierwszej ligi Hollywood. Legendarna stała się nienawiść, którą żywiły do siebie obie aktorki. Wzajemna antypatia obu pań miała swój początek w 1931 roku. Wtedy to Bette odrzuciła rolę w filmie Obsesja, którą ostatecznie przyjęła Crawford. W 1945 roku Davis ubiegała się o tytułową rolę w filmie Mildred Pierce, która ostatecznie trafiła do Joan Crawford. Podczas zdjęć do Co się zdarzyło Baby Jane? aktorki wykorzystywały każdą okazję do tego, aby sobie tylko dokuczyć.

### Wspaniała dama amerykańskiego kina
Jej role w filmach z lat 60. były dobrze oceniane. Filmy: Kto leży w moim grobie? (1964), Dokąd poszła miłość (1964), Niania (1965) cieszyły się zainteresowaniem widzów. Za najlepszą rolę z tamtego okresu uważa się thriller Nie płacz, Charlotto (1964). Rola trafiła do Bette po tym jak zrezygnowały z niej Katharine Hepburn i Vivien Leigh. W 1964 roku była brana pod uwagę do ról w filmach Grek Zorba i Mary Poppins. Jednak w końcu powierzono je innym aktorkom: tę w Greku Zorbie Lili Kedrovej, a w Mary Poppins Julie Andrews. Wielką pomyłką było odrzucenie przez nią w 1966 roku roli w filmie Kto się boi Virginii Woolf?, za którą Oscara otrzymała Elizabeth Taylor. Lata 70. rozpoczęły się bardzo dobrze dla Bette. Wzięła udział w projekcie scenicznym Great Ladies of American Cinema (Wspaniałe damy amerykańskiego kina), w którym wielkie gwiazdy ekranu rozmawiały z normalnymi ludźmi o swojej pracy, karierze. Oprócz Davis wzięły w nim udział także cztery inne aktorki: Myrna Loy, Rosalind Russell, Lana Turner i Joan Crawford. Ponieważ jej występy cieszyły się największa popularnością, zaproponowano jej, aby zaprezentowała swoje show również w Wielkiej Brytanii. Filmy, w których wystąpiła w pierwszej połowie lat 70. przeszły bez większego echa. W 1977 roku otrzymała – jako pierwsza kobieta w historii – prestiżową statuetkę za całokształt osiągnięć aktorskich od Amerykańskiego Instytutu Filmowego. Był to kolejny przełom w jej karierze. Znów mogła przebierać w rolach. Zgodziła się wówczas wystąpić w projekcie Śmierć na Nilu, kryminale powstałym na podstawie powieści Agathy Christie. Grała tam bogatą amerykankę Marie Van Schuyler. Obok niej w filmie wystąpiła m.in. Mia Farrow. Na planie doszło do kłótni między nią a Olivią Hussey i do końca zdjęć obie panie nie odzywały się do siebie. Ciekawostką jest, że z powodu warunków jakie panowały podczas kręcenia filmu (dzieło kręcono na pokładzie statku płynącego po Nilu), nikt nie mógł posiadać swojej własnej garderoby. Davis dzieliła swoją z aktorkami Angelą Lansbury oraz Maggie Smith. Film odniósł ogromny sukces.

### Ostatnie lata

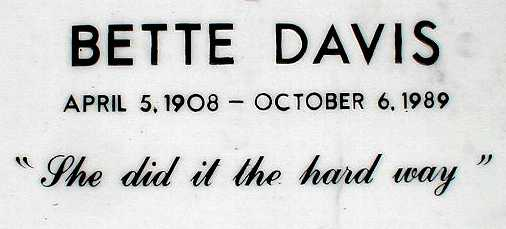
Epitafium na grobie Bette Davis

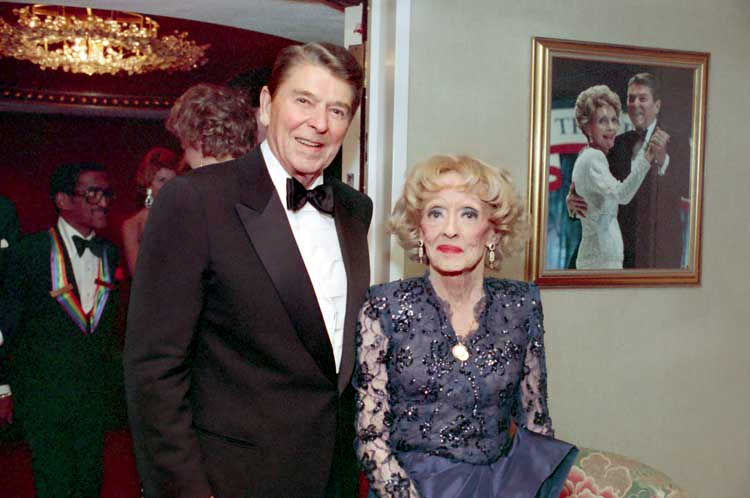
Bette Davis i Ronald Reagan, rok 1987.

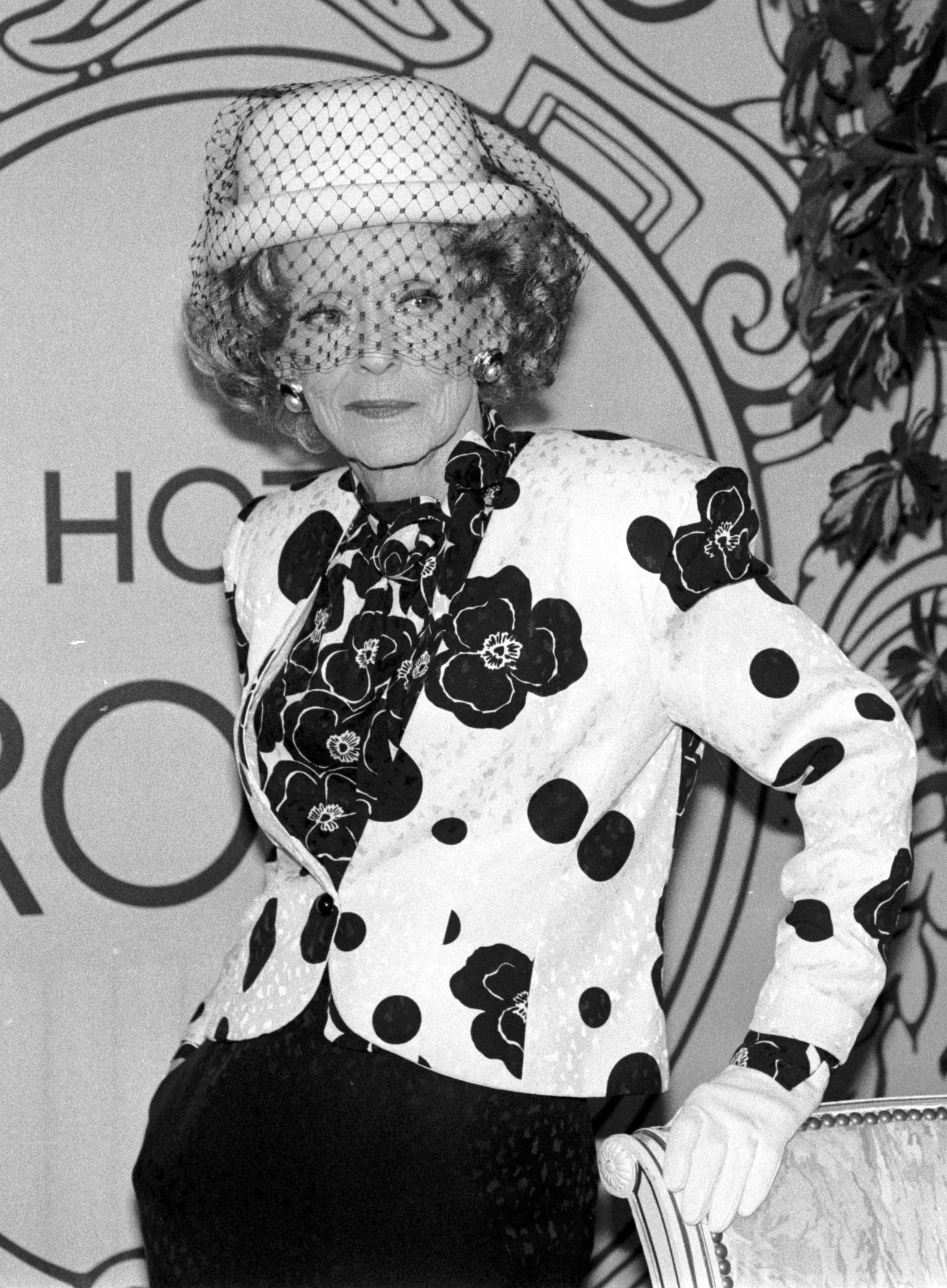
Bette Davis w 1987 roku

Bette pod koniec lat 70. trafiła na mały ekran. Jej występy w filmach telewizyjnych były wysoko cenione przez krytykę. Za rolę w filmie Strangers: The Story of a Mother and Daughter (1979) otrzymała nagrodę Emmy. Kolejne nominacje przyszły po filmach Biała mama (1980) i Littre Gloria Happy At Last (1982). W 1983 roku na jej barki spadł ogromny problem. Podczas zdjęć do serialu Hotel (1983) u aktorki wykryto raka piersi. Davis poddała się mastektomii. W ciągu dwóch tygodni po operacji przeszła cztery zawały, w wyniku których doszło do paraliżu lewej ręki i prawej strony twarzy. Zaczęła bardzo niewyraźnie mówić, ale dzięki fizykoterapii i pomocy asystentki Kataryn Sermak paraliż częściowo ustąpił. Usunięto jej także pierś. Mimo choroby zdecydowała się wyjechać do Anglii, gdzie miała grać w kolejnym filmie opartym na podstawie powieści Agathy Christie, tj. Murder with Mirrors (1985). Jej ostatnią wielką rolą w dawnym stylu, która przypominała te z największego okresu jej świetności była ta w dramacie Sierpniowe wieloryby (1987). Aktorka pracowała również nad filmem Wicked Stepmother (1989), jednak jej zły stan zdrowia i nieporozumienia z reżyserem spowodowały, że zrezygnowała z roli. Pojechała wówczas na festiwal do hiszpańskiego San Sebastián, gdzie jej stan zdrowia uległ gwałtownemu pogorszeniu. Znów wykryto u niej raka z przerzutami. Davis była zbyt słaba, by wrócić do Ameryki. Przewieziono ją więc do Francji, gdzie 6 października 1989 roku zmarła w szpitalu w Neuilly-sur-Seine. Na jej nagrobku umieszczono epitafium: She did it the hard way (Wybrała trudniejszą drogę). W 1997 roku jej spadkobiercy utworzyli fundację jej imienia, która przyznaje stypendia młodym i utalentowanym aktorom i aktorkom.

## Filmografia
Filmy fabularne
- 1989: Wicked Stepmother jako Miranda Pierpoint
- 1987: Sierpniowe wieloryby (The Whales of August) jako Libby Strong
- 1986: Gdy umiera lato (As Summers Die) jako Hannah Loftin
- 1985: Murder with Mirrors jako Carrie Louise Serrecold
- 1983: Right of Way jako Mini Dwyer
- 1983: Hotel jako Laura Trent
- 1982: Fortepian dla pani Cimino (A Piano for Mrs. Cimino) jako Esther McDonald Cimino
- 1982: Little Gloria... Happy at Last jako Alice Gwynne Vanderbilt
- 1981: Rodzinne spotkanie (Family Reunion) jako Elizabeth Winfield
- 1980: Biała mama (White Mama) jako Adele Malone
- 1980: Obserwator (The Watcher in the Woods) jako pani Aylwood
- 1980: Dosięgnąć nieba (Skyward) jako Billie Dupree
- 1979: Strangers: The Story of a Mother and Daughter jako Lucy Mason
- 1978: Śmierć na Nilu (Death on the Nil) jako Marie Van Schuyler
- 1978: Powrót z Góry Czarownic (Return from Witch Mountain) jako Letha
- 1978: Sanchez i jego dzieci (The Children of Sanchez) jako kobieta (niewymieniona w czołówce)
- 1976: Spalone ofiary (Burnt Offerings) jako Ciotka Elizabeth
- 1976: Zniknięcie Aimee (The Disappearance of Aimee) jako Minnie Kennedy
- 1974: Hello Mother, Goodbye!
- 1973: Scream, Pretty Peggy jako pani Elliott
- 1972: Gra złudzeń (Lo Scopone scientifico) jako Milionerka
- 1972: The Judge and Jake Wyler jako sędzia Meredith
- 1972: Madame Sin jako madame Sin
- 1971: Bunny O’Hare jako Bunny O’Hare
- 1970: Connecting Rooms jako Wanda Fleming
- 1968: Uroczystość rodzinna (The Anniversary) jako pani Taggart
- 1965: Niania (The Nanny) jako Niania
- 1964: Kto leży w moim grobie? (Dead Ringer) jako Margaret DeLorca/Edith Phillips
- 1964: Nie płacz, Charlotto (Hush... Hush, Sweet Charlotte) jako Charlotte Hollis
- 1964: Dokąd poszła miłość (Where Love Has Gone) jako Gerald Hayden
- 1963: Pustka (La Noia) jako matka Dino
- 1962: Co się zdarzyło Baby Jane? (What Ever Happened to Baby Jane?) jako Jane Hudson
- 1961: Arystokracja podziemi (Pocketful of Miracles) jako Apple Annie
- 1959: John Paul Jones jako caryca Katarzyna Wielka
- 1959: The Scapegoat jako hrabina
- 1956: Storm Center jako Alicia Hull
- 1956: Kosztowny związek (The Catered Affair) jako pani Agnes Hurley
- 1955: Królowa dziewica (The Virgin Queen) jako królowa Elżbieta I
- 1952: Another Man’s Poison jako Janet Frobisher
- 1952: Telefon od nieznajomego (Phone Call from a Stranger) jako Marie Hoke
- 1952: Gwiazda (The Star) jako Margaret Elliot
- 1951: Payment on Demand jako Joyce Ramsey
- 1950: Wszystko o Ewie (All About Eve) jako Margo Channing
- 1949: Za lasem (Beyond the Forest) jako Rosa Moline
- 1948: Zimowe spotkanie (Winter Meeting) jako Susan Grieve
- 1948: Czerwcowa narzeczona (June Bride) jako Linda Gilman
- 1946: Skradzione życie (A Stolen Life) jako Kate Bosworth i Patricia Bosworth
- 1946: Deception jako Christine Radcliffe
- 1945: The Corn Is Green jako panna Lilly Moffat
- 1944: Pan Skeffington (Mr. Skeffington) jako Fanny Trellis Skeffington
- 1943: Straż nad Renem (Watch on the Rhine) jako Sara Muller
- 1943: Stara znajomość (Old Acquaintance) jako Katherine ‘Kit’ Marlowe
- 1942: Trzy kamelie (Now, Voyager) jako Charlotte Vale
- 1942: Człowiek, który przyszedł na obiad (Man Who Came to Dinner) jako Maggie Cutler
- 1942: Takie nasze życie (In This Our Life) jako Stanley Timberlake
- 1941: The Bride Came C.O.D. jako Joan Winfield
- 1941: Małe liski (The Little Foxes) jako Regina Giddens
- 1941: Wielkie kłamstwo (The Great Lie) jako Maggie Patterson Van Allen
- 1941: Shining Victory jako pielęgniarka (niewymieniona w czołówce)
- 1940: Guwernantka (All This, and Heaven Too) jako Henriette Deluzy Desportes
- 1940: List (The Letter) jako Leslie Crosbie
- 1940: If I Forget You
- 1939: Juarez jako cesarzowa Louise Elliott Medlin
- 1939: Mroczne zwycięstwo (Dark Victory) jako Judith Traherne
- 1939: Prywatne życie Elżbiety i Essexa (The Private Lives of Elizabeth and Essex) jako królowa Elżbieta I
- 1939: Stara panna (The Old Maid) jako Charlotte Lovell
- 1938: Siostry (The Sisters) jako Louise Elliott Medlin
- 1938: Jezebel jako Julie Marsden
- 1937: 24 godziny miłości (It’s Love I’m After) jako Joyce Arden
- 1937: Kid Galahad jako Louise ‘Fluff’ Phillips
- 1937: Fortancerki (Marked Woman) jako Mary Dwight Strauber
- 1937: Piętno przeszłości (That Certain Woman) jako Mary Donnell
- 1936: Złota strzała (The Golden Arrow) jako Daisy Appleby
- 1936: Satan Met a Lady jako Valerie Purvis
- 1936: Skamieniały las (The Petrified Forest) jako Gabrielle ‘Gabby’ Maple
- 1935: The Girl from 10th Avenue jako Miriam A. Brady
- 1935: Bordertown jako pani Marie Roark
- 1935: Agent specjalny (Special Agent) jako Julie Gardner
- 1935: Front Page Woman jako Ellen Garfield
- 1935: Kusicielka (Dangerous) jako Joyce Heath
- 1934: Fashions of 1934 jako Mason
- 1934: Mgła nad Frisco (Fog Over Frisco) jako Arlene Bradford
- 1934: Jimmy the Gent jako Miss Joan Martin
- 1934: Housewife jako Patricia ‘Pat’ Berkeley
- 1934: W niewoli uczuć (Of Human Bondage) jako Mildred Rogers
- 1934: The Big Shakedown jako Norma Nelson
- 1933: The Working Man jako Jenny Hartland / Jane Grey
- 1933: Biuro osób zaginionych (Bureau of Missing Persons) jako Norma Roberts / Norma Williams
- 1933: Parachute Jumper jako Patricia ‘Alabama’ Brent
- 1933: Ex-Lady jako Helen Bauer
- 1933: Just Around the Corner jako Ginger
- 1932: Way Back Home jako Mary Lucy
- 1932: The Menace jako Lowell
- 1932: So Big! jako panna Dallas O’Mara
- 1932: Człowiek, który grał Boga (The Man Who Played God) jako Grace Blair
- 1932: Hell’s House jako Peggy Gardner
- 1932: Domek na plantacji bawełny (The Cabin in the Cotton) jako Madge Norwood
- 1932: Three on a Match jako Ruth Wescott
- 1932: Czarny rumak (The Dark Horse) jako Kay Russell
- 1932: Sing Sing (20,000 Years in Sing Sing) jako Fay Wilson
- 1932: The Rich Are Always with Us jako Malbro
- 1931: Most Waterloo (Waterloo Bridge) jako Janet Cronin
- 1931: Seed jako Margaret Carter
- 1931: Zła siostra (The Bad Sister) jako Laura Madison

Seriale telewizyjne
- 1983: Hotel jako Laura Trent
- 1978: The Dark Secret of Harvest Home jako Widow Fortune
- 1977: Laugh-In jako Gość specjalny
- 1970: It Takes a Thief jako Bessie Grindel
- 1966: Gunsmoke jako Etta Stone
- 1963: Perry Mason jako Constant Doyle
- 1962: The Virginian jako Celia Miller
- 1959-1961: Wagon Train jako Bettina May / Elizabeth McQueeney / Ella Lindstrom
- 1959: The DuPont Show with June Allyson jako Sarah Whitney
- 1959: Alfred Hitchcock Presents jako panna Fox
- 1958: Suspicion jako pani Wilfred Ellis
- 1958: Studio 57
- 1957-1958: General Electric Theater jako Christine Marlowe / Panna Burrows
- 1957: Telephone Time jako Beatrice Enter
- 1957: The Ford Television Theatre jako Dolly Madison
- 1957: Schlitz Playhouse of Stars
- 1956: The 20th Century-Fox Hour jako Marie Hoke

Producent
- 1946: Skradzione życie (A Stolen Life)

## Dodatkowe informacje
- Napisała cztery autobiografie: The Lonely Life (1962), Mother Goddam (1975), This and That (1987) oraz podczas rekonwalescencji po wylewie Bette Davis, The Lonely Life (1990), będącej uzupełnieniem poprzedniej i opisywała lata 1962-1989. Jej trzecia autobiografia była odpowiedzią na biografię autorstwa jej córki Barbary Merrill, w której Davis została przedstawiona w bardzo niekorzystnym świetle.
- Betty ma swoją gwiazdę na Hollywood Walk of Fame przy 6225 Hollywood Blvd. Jej druga gwiazda w części poświęconej gwiazdom telewizji znajduje się przy 6233 Hollywood Blvd.
- 21 września 1962 roku Bette Davis dała do „The Hollywood Reporter” ogłoszenie o następującej treści: „Matka trojga dzieci (10, 11, 15), rozwódka, Amerykanka. 30-letnie doświadczenie aktorki filmowej. W pełni sił i otwarta na propozycje. Szuka stałego zatrudnienia w Hollywood. Referencje na żądanie.”
- w 1974 powstała piosenka „Bette Davis Eyes” nagrana przez Jackie DeShannon na płycie New Arrangement. Stała się ona przebojem dzięki amerykańskiej piosenkarce Kim Carnes, która go wylansowała w nowej wersji w 1981[6].
- Postać Bette Davis, a także wielu innych przedwojennych amerykańskich aktorów, pojawiła się w filmie animowanym The Autograph Hound z 1939, w którym Kaczor Donald włamuje się do studia filmowego, aby zdobyć autografy[7].

## Nagrody
- Nagroda Akademii Filmowej
  - Najlepsza aktorka pierwszoplanowa: 1935 Kusicielka
  - 1939 Jezebel
- Złoty Glob 1974 Nagroda im. Cecila B. DeMille’a
- Nagroda Emmy Najlepsza aktorka w specjalnym programie: 1979 Strangers: The Story of a Mother and Daughter
- Cezar 1986 Nagroda Honorowa
- Nagroda na MFF w Cannes Najlepsza aktorka: 1951 Wszystko o Ewie